# Polyopis
Polyopis is een geslacht van zeeanemonen uit de klasse van de Anthozoa (bloemdieren).

## Soort
- Polyopis striata Hertwig, 1882